# Monoidální kategorie
Monoidální (tenzorová) kategorie je kategorie s bifunktorem {\displaystyle \otimes :C\times C\rightarrow C} (zvaným tenzorový produkt) a jednotkovým prvkem {\displaystyle I} takovými, že existují přirozené isomorfismy {\displaystyle \alpha _{A,B,C}:(A\otimes B)\otimes C\cong A\otimes (B\otimes C)}, {\displaystyle \lambda _{A}:I\otimes A\cong A}, {\displaystyle \rho _{A}:A\otimes I\cong A} ({\displaystyle \alpha } se nazývá asociátor a {\displaystyle \lambda {\text{ }}(\rho )} levý (pravý) unitor).
Monoidální kategorie umožňuje definici monoidálního objektu, jakým jsou například algebraické monoidy v kategorii Set.
Endofunktory spolu se skládáním a identitou tvoří monoidální kategorii endofunktorů, přičemž monoidy v ní jsou monádami známými z funkcionálního programování.